# Şavkar Altınel
Ahmet Şavkar Altınel, né en 1953 à Istanbul, est un poète turc, également écrivain, essayiste et traducteur.
Le poète Sabri Altınel est son oncle. Il étudie au lycée Robert College (1972) et la même année, grâce à la bourse qu'il obtient, il part en Amérique et étudie la littérature anglaise à l'université de Chicago. Altınel, qui est allé à Glasgow grâce à la bourse de doctorat qu'il a remportée en 1976, se marie après avoir obtenu son doctorat en 1979 et y vit pendant dix ans. Il travaille comme rédacteur indépendant entre 1980 et 1994, puis comme traducteur indépendant après 1994. Şavkar Altınel vit à Londres.

## Publications
- Le rêve de la reine Victoria (1991)
- Villes passées la nuit (1992)
- D'une île du Nord : cinquante poèmes de cinquante poètes anglais du Moyen Âge au vingtième siècle (1995)
- La terre du sud : un voyage en Australie (1996)
- Soleil d'hiver (1999)
- Porte vers le froid (2003)
- Notes de route - Poèmes rassemblés (2004/Prix de poésie Behçet Necatigil)
- Jonction Kvangvamun (2004)
- L'étranger sur la colline (2009)
- Carnet bleu (2012)
- Hôtel Glasgow (2014)
- En attendant le tueur à gages (2017)
- Wisconsin,1963 (2023)

## Récompenses et distinctions
- 2009 : Prix Memet Fuat
- 2011 : Prix de littérature Erdal-Öz
- 2019 : Prix de poésie Necatigil